# Monacon platypodis
Monacon platypodis är en stekelart som beskrevs av Boucek 1980. Monacon platypodis ingår i släktet Monacon och familjen gropglanssteklar.
Artens utbredningsområde är Papua Nya Guinea. Inga underarter finns listade i Catalogue of Life.